# أبو عبد الله محمد الثاني الزياني
 أبو عبد الله محمد الثاني  سلطان الدولة الزيانية الثامن عشر بتلمسان. حكم لمرتين الأولى من 1424 إلى 1428 و الثانية لثلاثة أشهر سنة 1430. اشتهر بابن الحمراء نسبة إلى أمه.

## اسمه و نسبه
أبو عبد الله محمد بن أبي تاشفين الثاني بن أبي حمو موسى بن أبي يعقوب يوسف بن أبي زيد عبد الرحمن بن أبي زكريا يحي بن يغمراسن بن زيان العبدوادي الزناتي.

## حكمه
بويع بتلمسان يوم 16 جمادى الثانية سنة 827 هـ الموافق 16 مايو 1424 م، على يد سلطان تونس أبي فارس عبد العزيز الحفصي بعد أن غزا تلمسان و دخلها منتصرا و فر منها السلطان أبو مالك عبد الواحد إلى المغرب.
بعد استتباب الأمور له و استقرار ملكه بدأت علاقاته مع الحفصيين بالتأزم، إلى أن ألقت عيونه القبض على المستنصر بن عبد الواحد، حاملا جوابا من سلطان تونس على رسائل أبيه السلطان عبد الواحد يدعوه فيها إلى الحضور من المغرب إلى تونس، فقتل المستنصر و خلع طاعة أبي فارس الحفصي.

## عودة السلطان أبي مالك عبد الواحد إلى الملك
التحق عبد الواحد بتونس طالبا النصرة من سلطانها فبعث معه جيشا على رأسه قائد قسنطينة العلج «جا الخير»، و التقى الجيشان على مشارف تلمسان فانهزم الحفصيون و عبد الواحد، و رجعوا إلى تونس.
عاد السلطان أبو مالك عبد الواحد إلى عرشه في رجب سنة 831 هـ الموافق أبريل سنة 1428 م، و ذكر التنسي أن سلطان تونس الحفصي نهض بنفسه إلى تلمسان و كانت ذريعة الحرب استقبال أبي عبد الله الثاني لبعض أعداءه، فدخلها بجيوشه منتصرا و خلع أبا عبد الله بن الحمراء و أعاد عبد الواحد إلى عرشه، و ذكر الزركشي مؤرخ الدولة الحفصية أن عبد الواحد دخل تلمسان وحده منتصرا مستجيشا بالأعراب. و فر أبو عبد الله الثاني إلى جبال بني يزناسن ثم اتجه شرقا إلى تنس.

## استرجاعه للملك و نهاية حكمه و وفاته
مكث أبو عبد الله بن الحمراء في المناطق الشرقية للدولة، يجمع الأنصار و المؤيدين، و بعد قرابة سنتين من خلعه، قام بمهاجمة تلمسان و حصارها بما جمعه من الجيوش. و دخلها منتصرا يوم 4 ذي القعدة سنة 833 هـ الموافق 25 يوليو 1430 م و قتل عمه عبد الواحد.
لما بلغ خبر مقتل السلطان عبد الواحد تونس بدأ سلطانها أبو فارس يحضر للهجوم على تلمسان، و وصلها بعد 84 يوما من استرجاع أبي عبد الله الثاني لعرشه، أي في أوائل صفر سنة 834 هـ الموافق أواخر أكتوبر 1430 م. فخرج منها أبو عبد الله هاربا إلى جبال بني يزناسن، فبعث أبو فارس الحفصي قائده لحصار بني يزناسن إلى أن طلبوا منه الأمان و سلموا إليه أبا عبد الله بن الحمراء فاعتقله. و نصب الحفصي على تلمسان أبا العباس أحمد العاقل بن أبي حمو. ثم رجع إلى تونس و حمل معه أبا عبد الله الثاني و اعتقله بقصبة تونس إلى أن توفي سنة 840 هـ / 1436 م.
| سبقه أبو مالك عبد الواحد | سلطان الدولة الزيانية 1424 - 1428 | تبعه أبو مالك عبد الواحد    |
| سبقه أبو مالك عبد الواحد | الفترة الثانية 1430               | تبعه أبو العباس أحمد العاقل |